# 夏天 (歌手)
夏天（： Yeo reum，1999年1月10日—），本名李夏天，韓國女歌手，STARSHIP娛樂旗下女子組合宇宙少女及小分隊Joy組成員，在隊中擔任副唱。2016年2月25日以宇宙少女成員身份，發行首張迷你專輯《WOULD YOU LIKE?》正式出道。2020年10月7日以宇宙少女小分隊CHOCOME成員身份發行首張單曲《Hmph! (흥칫뿡)》出道。 2023年參加《Queendom Puzzle》獲得第5名成為限定团体EL7Z UP成員。

## 经历

### 出道前
與TWICE的彩瑛是小學同學。
2015年12月17日，STARSHIP娛樂公開「JOY」組三位成員—宣儀、恩熙、夏天的宣傳照與基本資料。

### 2016年：以宇宙少女出道、企划组合 Y Teen
2016年2月25日，以宇宙少女身份出道，擔任主舞、副唱。
2016年8月3日，夏天與宇宙少女6名成员（雪娥、秀斌、恩熙、程瀟、多榮及EXY）與男子组合MONSTA X的7名成员组成限定版的男女混合團“Y Teen”。8月6日，公開限定组合“Y Teen”《Do Better》的MV。

### 2020年: 宇宙少女小分隊出道
2020年10月7日, 夏天與宇宙少女3名成員（秀彬、Luda及多榮）以宇宙少女小分隊“WJSN Chocome”出道, 並發行首張單曲《Hmph! (흥칫뿡)》。

### 2023年:出演《Queendom Puzzle 》 並以EL7Z UP 出道
2023年6月13日，夏天出演Mnet電視台的節目《Queendom Puzzle》，決賽排名以第五名成績，取得優勝組（出道位），成為EL7Z UP的成員。
2023年9月14日，EL7Z UP發表首張迷你一輯《7+UP》，以主打歌《CHEEKY》正式出道。

## 影視作品

### 電視劇
| 年份 | 電視台 | 劇名       | 角色   | 性質 | 集數 |
| 2017 | KBS2   | 最佳的一擊 | 練習生 | 客串 | 4、6 |

### 網絡劇
| 年份 | 電視台  | 劇名       | 角色   | 性質   | 備註   |
| 2023 | W-STORY | 戀愛準備中 | 李周河 | 女主角 | 耽美劇 |

### 綜藝節目
| 年份   | 日期             | 電視台   | 節目名稱           | 備註                         |
| 2018年 | 9月16日          | KBS2     | 都市傳說           | EP02,夏天、秀斌、多榮、延靜  |
| 2018年 | 10月17日         | Celuv.TV | I’m Celuv          | 夏天、雪娥、秀斌、Luda、延靜 |
| 2019年 | 11月21日         | lifetime | 《我的老師是同輩》 | EXY、雪娥、秀斌、夏天、多榮  |
| 2020年 | 5月29日－6月19日 | 1theK    | 第一次約會         | 與EXY共同出演                |

## 奖项
| 年份 | 獎項                              | 結果 |
| 2021 | Universe Award【FNS 溝通王 Top3】 | 獲獎 |

## 外部連結
- 夏天的Instagram帳戶